# DeSoto Deluxe
Der DeSoto Deluxe (auch: DeSoto DeLuxe) war ein PKW, den Chrysler unter der Automarke DeSoto in den Modelljahren 1946 bis 1952 herstellte. Der Deluxe war DeSotos günstigstes Modell und wurde hauptsächlich als 4-türige Limousine angeboten. Die Deluxe-Baureihe umfasste auch ein längeres Fahrgestell, auf dem Limousinen mit der Bezeichnung Suburban entstanden.
Der Deluxe unterschied sich vom besser ausgestatteten Schwestermodell Custom durch einfachere Chromausstattung, weniger serienmäßige Extras, einen einfacher gehaltenen Innenraum und eine geringere Zahl an Farbkombinationen.
Deluxe und Custom hatten den gleichen Motor, einen Reihensechszylinder von Chrysler mit 3813 cm³ Hubraum und seitlich stehenden Ventilen, der 109 bhp (80 kW) Leistung bei 3600/min entwickelte.
Die Deluxe-Modelle der Modelljahre 1946, 1947, 1948 und 1949 (1. Hälfte) hatten DeSotos Vorkriegskarosserie, die nach dem Ende des Zweiten Weltkrieges leicht überarbeitet wurde. Ein komplett neu konstruierter DeSoto Deluxe erschien in der 2. Hälfte des Modelljahres 1949.
1950 gab es beim Custom-Modell den ersten Kombi der Marke, der allerdings als Deluxe nicht erhältlich war. Gleiches gilt für das Hardtop-Coupé.
Der Deluxe blieb DeSotos Grundmodell, bis er 1953 durch den Powermaster ersetzt wurde.

## Quelle
Gunnell, John (Herausgeber), The Standard Catalog of American Cars 1946–1975, Kraus Publications (1987), ISBN 0-87341-096-3.